# Pfarrkirche Klagenfurt-St. Theresia

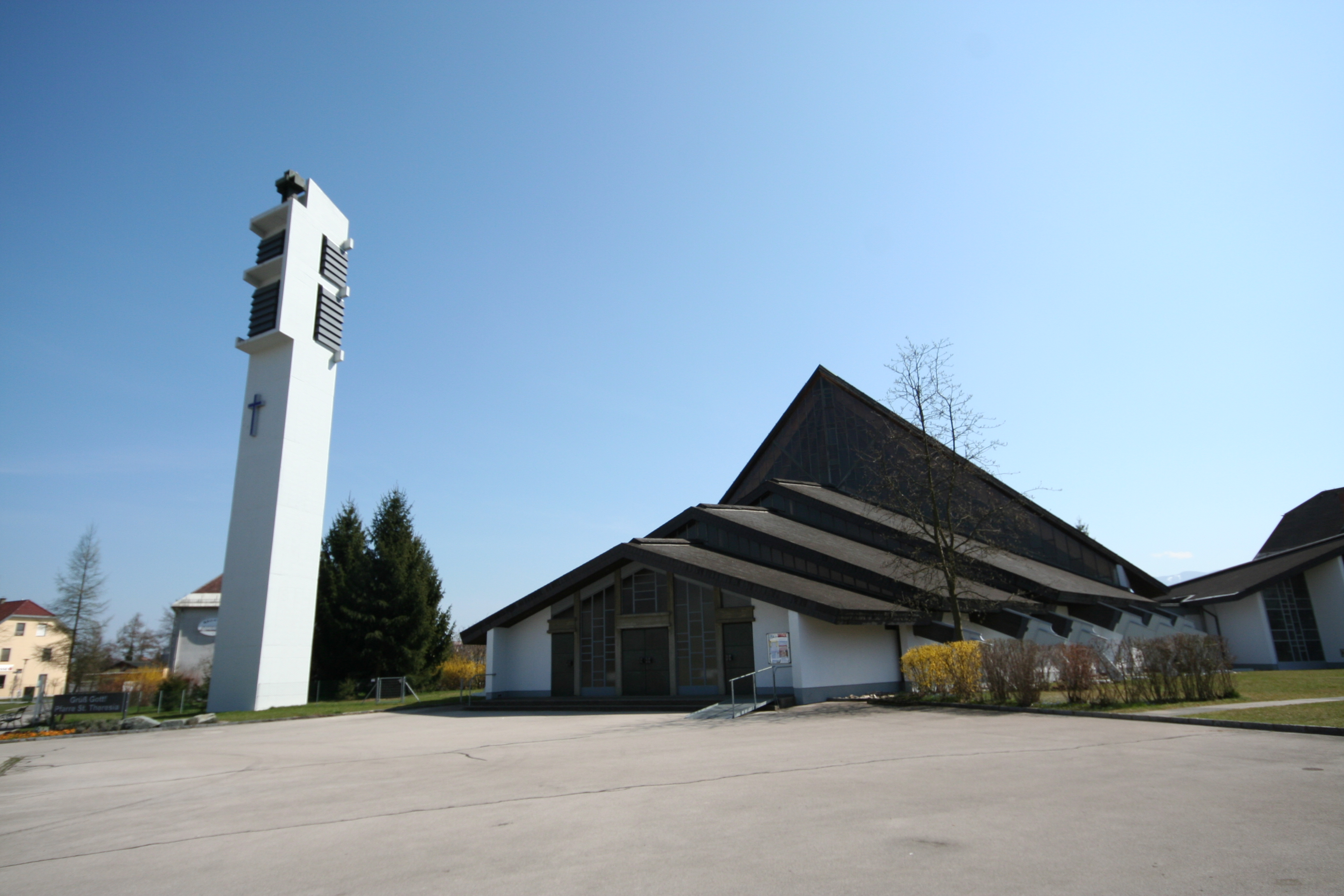
Katholische Pfarrkirche hl. Theresia

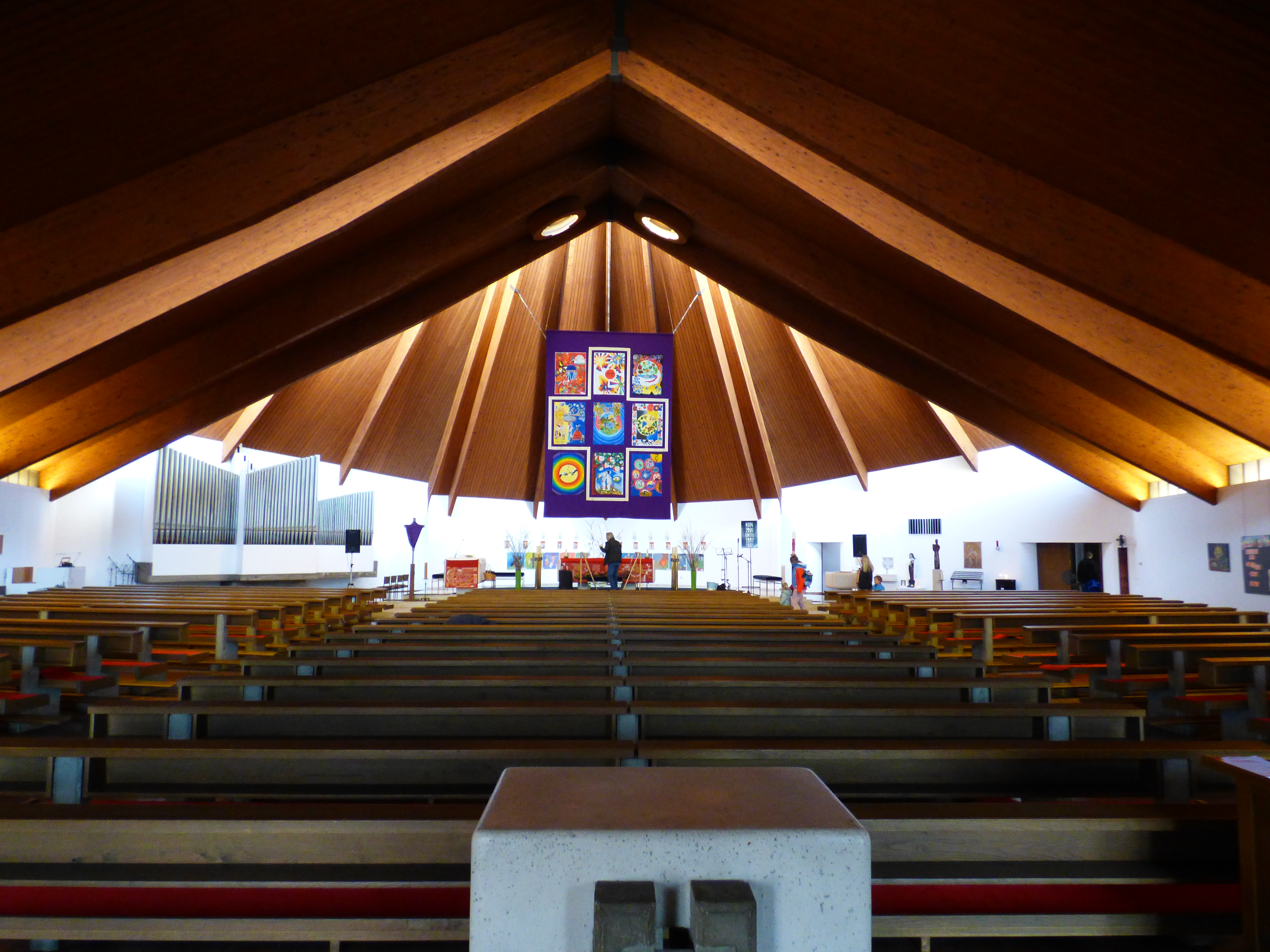
Katholische Pfarrkirche hl. Theresia (Innenraum mit Fastentuch, 2023)

Die Pfarrkirche Klagenfurt-St. Theresia steht im Stadtteil Welzenegg der Stadtgemeinde Klagenfurt am Wörthersee in Kärnten. Die auf die heilige Therese von Lisieux geweihte römisch-katholische Pfarrkirche gehört zum Dekanat Klagenfurt-Stadt in der Diözese Gurk-Klagenfurt. Die Kirche steht unter Denkmalschutz (Listeneintrag).

## Geschichte
1931 wurde eine Notkirche errichtet. 1967 wurde nach den Plänen des Architekten Adolf Bucher die heutige Kirche erbaut und 1968 geweiht.

## Architektur
Der nach Süden orientierte und auch nach Süden sich verbreiternde Kirchenbau mit einer erhöhten zeltartigen Apsis unter einem gestuften Satteldach, der Grundriss übernimmt das Schutzmantelsymbol. An den schrägen Außenwänden befinden sich architektonisch markant geformte Widerlager. Der freistehende Glockenturm aus Sichtbeton hat Schallfensterlamellen aus Eternit. Die Glasmalerei schuf Giselbert Hoke 1969.

## Ausstattung
Die künstlerische Ausgestaltung erfolgte nach Plänen des Malers Werner Lössl 1969, mit einem großen Hängekreuz und der anderen Ausstattung.